# Церква Покрови Пресвятої Богородиці (Сміле)
Церква Покрови Пресвятої Богородиці — чинна церква у селі Сміле Роменського району Сумської області, пам'ятка архітектурна початку 19 століття.

## Історія
У Смілому на початку вісімнадцятого століття було шість діючих храмів. Про це свідчить Феодосій Іванович Сахно:
|  | «В літо 1711 у Смілому діяли на Чуднівцях Миколаївська церква, Герівська Трьохсвятська, Парасковейська, Антоно-Феодосіївська, Протасівська, Рождественсько-Богородицька, Успенська, де зберігалась до 1930 року цехова хоругва кравецького братства». |

У 1845 року на новому  цвинтарі було побудовано найменшу смілянську церкву – каплицю, щоб відправляти покійників. Підрядниками  були брати Денисенки, які за те виклопотали право  бути похованими на церковному цвинтарі. Цю наймолодшу церкву не встигли зруйнувати атеїсти, бо в 1930 році її купив єврей і приймав там кістки тварин і шкіри аж до війни. В часи окупації церква стала діючою. Наразі це єдина церква, яка залишилася з шести смілівських храмів. Влітку 2011 року замінили куполи на храмі. Біля церкви встановлено Пам'ятник  жертвам Голодомору в Україні (1932—1933)

## Архітектурні особливості
Церква Покрови цегляна, п'ятикупольна. Великий купол міститься посередині, ще чотири розміщені по боках. Центральний вхід до церкви арковий, над ним три великі вікна, які розміщені у центральній частині. По нижньому краю вікон проходить горизонтальна лінія, яка візуально розділяє будівлю на дві частини. По кутах чотири башти, які завершуються куполами, що покриті червоною та золотистою бляхою. Справа будівля напівкругла – для вівтарної частини. У її верхній частині проходить орнаментальна стрічка. Зліва добудова прямокутна,  покрита червоною дахівкою.